# Coturnix
Coturnix là danh pháp khoa học của một chi chứa các loài chim cút. Các thành viên của chi này nói chung là các loại chim nhỏ màu nâu, với các ánh đỏ và nâu da bò, cùng các vạch sẫm xung quanh đầu và gáy. Các loài chim trong chi này bị săn bắn nhiều trong các môi trường sống của chúng để lấy thịt và các lông vũ dài sặc sỡ gây ấn tượng sâu sắc.

## Các loài
- Chi Coturnix, đồng nghĩa: Excalfactoria: 8 loài sinh tồn, 2 tuyệt chủng (†).
  - Coturnix adansonii, chim cút lam châu Phi, đôi khi tách thành chi riêng với danh pháp Excalfactoria adansonii
  - Coturnix chinensis, chim cút ngực lam, quế hoa tước, chim cút Trung Quốc, đôi khi tách thành chi riêng với danh pháp Excalfactoria chinensis
  - Coturnix coromandelica, cút Ấn Độ
  - Coturnix coturnix, cút thường
  - Coturnix delegorguei, chim cút Harlequin
  - Coturnix japonica, cút Nhật Bản (chim đỗ quyên)
  - Coturnix pectoralis, chim cút Australia
  - Coturnix ypsilophora, chim cút Brown
  - Coturnix gomerae, chim cút Canary - chim tiền sử †
  - Coturnix novaezelandiae, chim cút New Zealand, tuyệt chủng khoảng năm 1875 †

Loài hóa thạch thu được từ Hậu Oligocen - Hậu Miocen ở tây nam và miền trung châu Âu được miêu tả như là Coturnix gallica. Một loài khác, C. donnezani, từng phổ biến rộng trong Tiền Pliocene tới Tiền Pleistocen tại châu Âu.

## Tên gọi
Tên gọi chim cút không chỉ áp dụng cho mỗi chi này. Nó cũng được sử dụng cho các chi Anurophasis, Perdicula, Ophrysia cùng họ hay các loài trong họ Odontophoridae.

## Hình ảnh

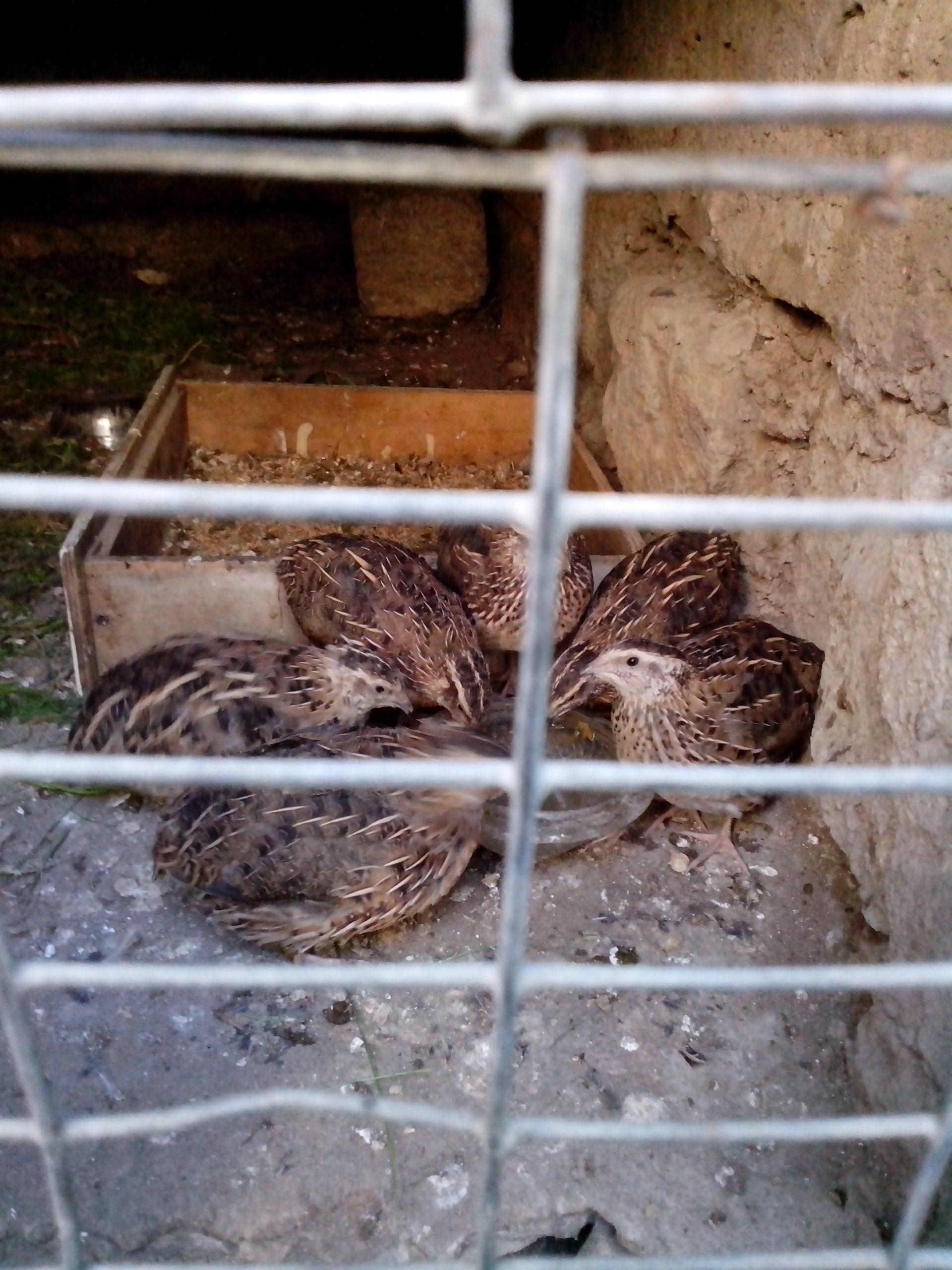
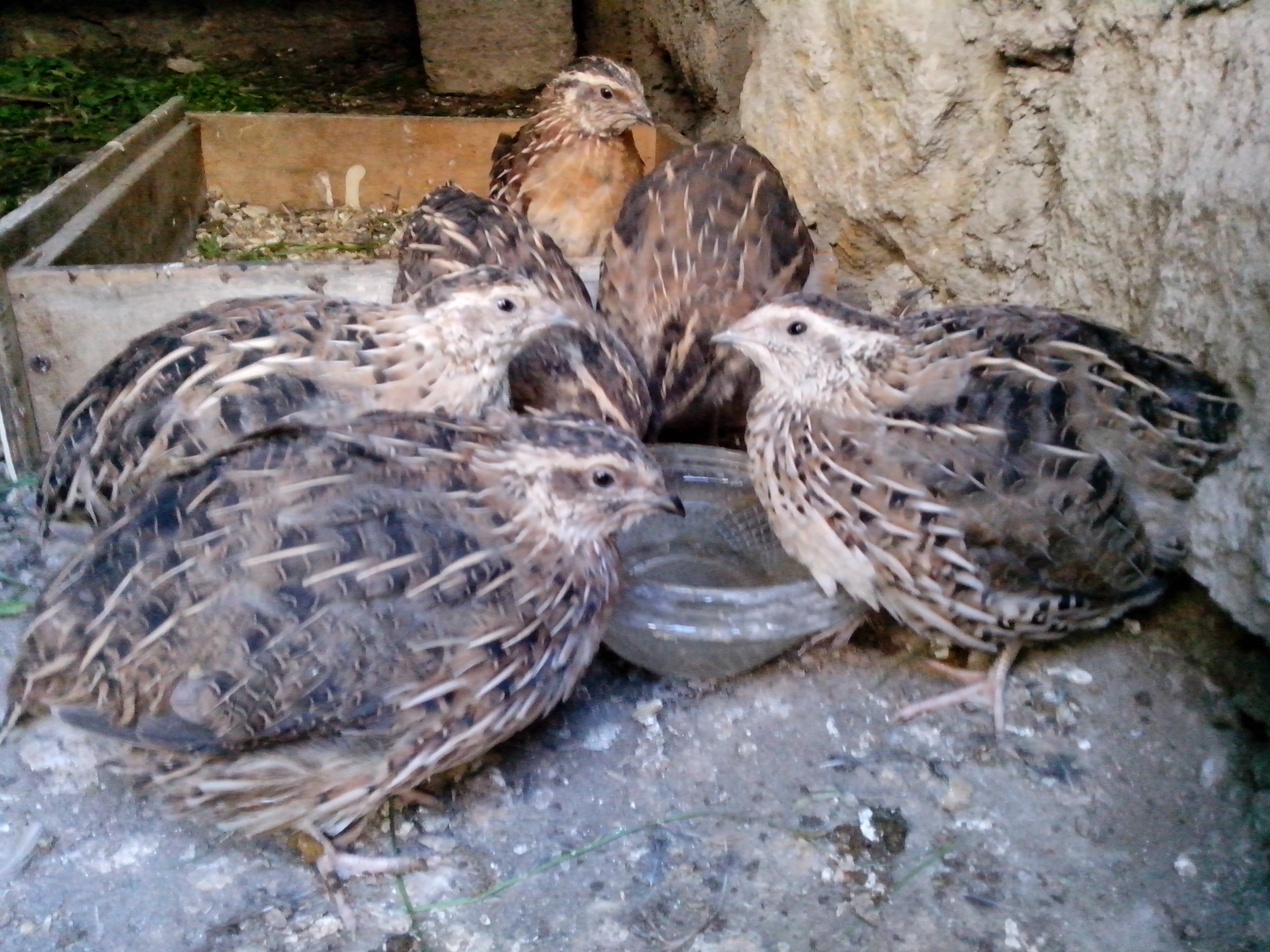
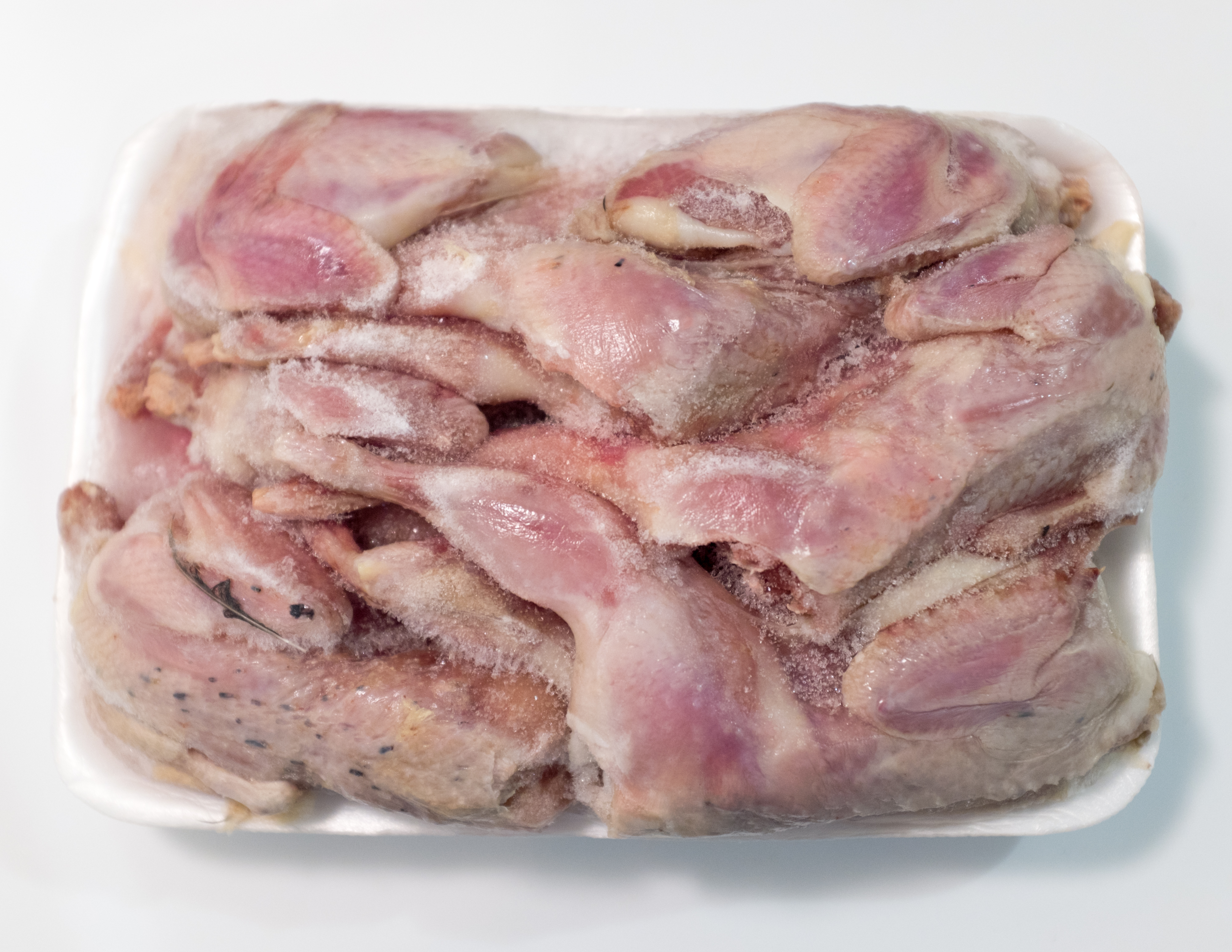